# Sphindus major
Sphindus major is een keversoort uit de familie slijmzwamkevers (Sphindidae). De wetenschappelijke naam van de soort werd in 1879 gepubliceerd door Edmund Reitter.